# Enoplia
Sous-classe
Enoplia est une sous-classe de nématodes (les nématodes sont un embranchement de vers non segmentés, recouverts d'une épaisse cuticule et menant une vie libre ou parasitaire).

## Liste des ordres et sous-ordres
Selon NCBI (26 mars 2011) :
- ordre des Dorylaimida
  - sous-ordre des Dorylaimina
  - sous-ordre des Nygolaimina
  - unclassified Dorylaimida
- ordre des Enoplida
- ordre des Isolaimida
- ordre des Mermithida
- ordre des Mononchida
  - sous-ordre des Bathyodontina
  - sous-ordre des Mononchina
- ordre des Trefusiida
- ordre des Trichocephalida
- ordre des Triplonchida
  - sous-ordre des Diphtherophorina

Selon World Register of Marine Species (26 mars 2011) :
- ordre des Dorylaimida
- ordre des Enoplida
- ordre des Trefusiida

Selon ITIS (26 mars 2011) :
- ordre des Dorylaimida
- ordre des Enoplida Filipjev, 1929
- ordre des Mermithida
- ordre des Muspiceida
- ordre des Trichocephalida